# Quod Apostolici Muneris
Quod Apostolici Muneris è la seconda enciclica di papa Leone XIII, pubblicata il 28 dicembre 1878.
Per la prima volta un Papa affronta i problemi sociali. Leone XIII condanna il «socialismo, comunismo, nichilismo», visto come un unico e solo movimento, soprattutto per la sua opposizione ai valori morali, agli istituti naturali, ai legittimi diritti di proprietà e di autorità. Il Papa vi oppone la dottrina cattolica sull'ordine sociale, nel quale tutti gli uomini sono uguali per vocazione e per responsabilità dinanzi alla legge divina, ma si distinguono in governanti e sudditi, legati da reciproci doveri e diritti e tenuti alla concordia, anche a prezzo di ingiustizie, pur di salvare il male minore. Il Papa afferma la legittimità della proprietà privata, ma anche il dovere e la necessità di aiutare i poveri.